# Майдан-Чапельський
Майдан-Чапельський — село в Україні, у Лука-Мелешківській сільській громаді Вінницького району Вінницької області.

## Географія
У селі бере початок річка Чапля, права притока Південного Бугу.

## Населення

### Мова
Розподіл населення за рідною мовою за даними перепису 2001 року:
| Мова            | Кількість | Відсоток |
| --------------- | --------- | -------- |
| українська      | 361       | 97.57%   |
| російська       | 8         | 2.16%    |
| інші/не вказали | 1         | 0.27%    |
| Усього          | 370       | 100%     |

## Галерея

Могила партизана В.Й. БерезовськогоМогила партизана В.Й. Березовського

## Відомі земляки
- Бондар Людмила Василівна — українська художниця.